# Hiroyuki Inagaki
Hiroyuki Inagaki (Prefettura di Shizuoka, 24 aprile 1970) è un ex calciatore giapponese, di ruolo difensore.